# Satyrini
A Satyrini a lepkék (Lepidoptera) rendjében a tarkalepkefélék (Nymphalidae) családjába és a szemeslepkefélék alcsaládjába tartozó egyik nemzetség.

## Rendszerezés
A nemzetségbe az alábbi 14 alnemzetség tartozik:
- Coenonymphina
- Dirina
- Erebiina
- Euptychiina
- Hypocystina
- Lethina
- Maniolina
- Melanargiina
- Mycalesina
- Parargina
- Pronophilina
- Ragadiina
- Satyrina
- Ypthimina